# Мері Бомонт Велч
Мері Бомонт, у шлюбі Бомонт Велч (3 липня 1841  — 2 січня 1923 ) — американська економістка, суфражистка та освітянка. Викладаючи у закладі освіти, який пізніше трансформувався в Університет штату Айова, розробила перші уроки з житлової економіки, які викладалися в коледжі. Також написала першу книгу на цю тему під назвою Кулінарна книга Місіс Велч, яка побачила світ 1884 року.

## Біографія
Народилася в Лайонсі у штаті Нью-Йорк, 3 липня 1841 року. Закінчила Ельмірську семінарію і працювала викладачкою. У  у 1858 році одружилася з Джорджем Е. Дадлі, який помер у 1860 році 3 лютого 1868 року одружилася з Адонієм Велчем. Мала по двоє дітей від обох шлюбів.
Мері Велч заснувала Департамент внутрішньої економіки в штаті Айова, і ці заняття були першими, на теми з яких обиралися навчальні дисципліни у коледжі. Також обіймала посаду завідувачки кафедри з 1875 по 1883 рік. Її початкова програма включала прив'язування тематики навчання до сфери житлової економіки. У 1884 році Велч опублікувала першу книгу з житлової економіки під назвою Кулінарна книга Місіс Велч.
Асоціація виборчого права жінок Айови (IWSA) обрала Мері Велч очільницею в 1888 році.
У 1889 році її другий чоловік помер, а наступного року Мері Велч одружилася з Дуайтом Велчем. Наприкінці грудня 1923 року Мері Велч перенесла важкий інсульт і через три дні, 2 січня, померла у своєму будинку в Пасадіні, Каліфорнія. Її прах повернули до Еймсу, де поховали поруч із Адонієм на кладовищі коледжу.
Мері Велч була включена до Зали жіночої слави штату Айова в 1992 році.